# Юганов, Евгений Михайлович
Юганов Евгений Михайлович  (1923—1989) — советский учёный в области авиационной и космической медицины, участник отбора кандидатов в Первый отряд Советских космонавтов, доктор медицинских наук (1966), профессор (1966), полковник медицинской службы (1961). Заслуженный деятель науки РСФСР (1972).

## Биография
Родился 10 октября 1923 года в деревне Демидово в Псковской губернии.

### Образование и начало службы
С 1941 по 1946 год обучался на лечебно-профилактическом факультете Военно-медицинской академии имени С. М. Кирова. С 1946 по 1950 год служил на военно-медицинских должностях в частях  Военно-воздушных сил.

### В ГНИИИ авиационной и космической медицины и участие в Космической программе
С 1950 по 1978 год на научно-исследовательской работе в ГНИИИ авиационной и космической медицины  в  должностях: младший научный сотрудник, старший испытатель, старший научный сотрудник, с 1959 года — заместитель руководителя и с 1961 по 1969 год — руководитель отдела по исследованию и медицинскому обеспечению полётов в верхних слоях атмосферы. 
Е. М. Юганов занимался разработкой особых методов исследования в космическом полёте и способов передачи информации с борта космического корабля, принимал участие в формировании программы и медико-биологическом обеспечении орбитальных космических полётов, стоял у истоков медицинских исследований в области пилотируемой космонавтики. Е. М. Юганов был участником отбора кандидатов в Первый отряд Советских космонавтов, занимался составлением программы их подготовки и обеспечении их полётов на космических кораблях «Восток» (1961), «Восход» (1964) и «Союз» (1967). С 1969 по 1978 год — заместитель начальника ГНИИИ авиационной и космической медицины по научной работе. 
27 декабря 1957 года Указом Президиума Верховного Совета СССР  «За создание и запуск первого в мире искусственного спутника Земли» Е. М. Юганов был награждён Орденом «Знак Почёта»
17 июня 1961 года «За успешное выполнение специального задания Правительства по созданию образцов ракетной техники, космического корабля-спутника "Восток" и осуществление первого в мире полёта этого корабля с человеком на борту» Е. М. Юганов был награждён Орденом Трудового Красного Знамени.

### Научная деятельность вИМБП АН СССР
В 1966 году Е. М. Юганов защитил диссертацию на соискание учёной степени доктор медицинских наук по теме: «Реакции вестибулярного
анализатора в условиях измененной весомости» и ему было присвоено учёное звание профессор. С 1978 по 1989 год — научный сотрудник Института медико-биологических проблем. Е. М. Юганов является автором более ста научных трудов, в том числе многочисленных  монографий в том числе: «Невесомость. Медико-биологические исследования» (М.: 1974).

### Смерть
Скончался 13 марта 1989 года в Москве и похоронен на Введенском кладбище.

## Награды
За период военной службы полковник Е. М. Юганов был награждён орденами Трудового Красного Знамени (17.06.1961), Отечественной войны 2-й степени (06.04.1985), ордена Красной Звезды (30.12.1956), «Знак Почёта» (21.12.1957), двумя медалями «За боевые заслуги» (19.11.1951), Медаль «За победу над Германией в Великой Отечественной войне 1941—1945 гг.» (09.05.1945). В 1972 году ему было присвоено почётное звание — Заслуженный деятель науки РСФСР.